# Ünal Karaman
Ünal Karaman (* 29. Juni 1966 in Konya) ist ein ehemaliger türkischer Fußballspieler und heutiger -trainer.

## Spielerkarriere

### Verein
Karaman begann seine Karriere bei Konyaspor, wo er zwischen 1981 und 1984 als Amateurspieler seine aktive Karriere begonnen hat. Danach wechselte er zu Gaziantepspor, wo er drei Jahre bis zum Ende der Saison 1987 spielte. Den Durchbruch im Profifußball schaffte er bei Malatyaspor. Zwischen 1987 und 1990 erzielte er in 91 Spielen 23 Tore. Ab 1990 folgten neun erfolgreiche Jahre in Trabzonspor, wo er als Stammspieler war zur Stütze der Mannschaft wurde. Er war in seiner Karriere hauptsächlich als Mittelfeldspieler eingesetzt. Für Trabzonspor erzielte er in 218 Spielen 47 Tore. Zum Abschluss seiner Karriere spielte er in der Saison 1999/2000 noch 20 Spiele für MKE Ankaragücü, in denen er vier Tore schoss.

### Nationalmannschaft
Er konnte sich mit seinen Leistungen für die türkische Nationalmannschaft empfehlen. Karaman wurde zwischen 1985 und 1996 in das Nationalteam berufen, wo in 36 Länderspielen drei Tore erzielte. Für die U-21 absolvierte er zwischen 1985 und 1987 fünf Länderspiele, wo er einen Treffer erzielte. Als Spieler der U-18 war er davor 1984 drei Mal im Einsatz und brachte es auf einen Treffer.

## Trainerkarriere
Nach seiner Karriere als Fußballspieler war er Assistent von Şenol Güneş bei der türkischen Nationalmannschaft. Sie wurden 2002 mit der Türkei Dritter bei der Weltmeisterschaft.
Am 31. März 2004 betreute Karaman als Interimstrainer die türkische Fußballnationalmannschaft im Spiel gegen die Kroatische Fußballnationalmannschaft nach der Entlassung von Şenol Güneş.
Zur Saison 2014/15 wurde er beim Zweitligisten Adana Demirspor als neuer Cheftrainer verpflichtet.  Nachdem er am Saisonende das erklärte Ziel des Aufstieges verfehlt hatte, wurde die Zusammenarbeit mit Demirspor beendet.
Für die Saison 2016/17 wurde er beim Zweitligisten Şanlıurfaspor als neuer Cheftrainer eingestellt und betreute diesen bis zum November 2016. Im April 2018 wurde Karaman Cheftrainer von Kardemir Karabükspor.